# Demänovská ľadová jaskyňa
Die Demänovská ľadová jaskyňa (deutsch: Demänováer Eishöhle) liegt auf dem Gebiet der slowakischen Gemeinde Demänovská Dolina in der Niederen Tatra. Sie ist – neben der Demänováer Tropfsteinhöhle – eine der beiden für die Öffentlichkeit zugänglichen Höhlen im Demänovská-Tal. Urkundlich erwähnt wurde sie erstmals im Jahre 1299. Die Höhle entstand durch den ehemals unterirdischen Verlauf des Demänovská-Flusses im graublauen Kalkstein während der mittleren Trias.
Zwei verschiedene Höhlenformen können in der Demänovská ľadová jaskyňa angetroffen werden, und zwar
- durch Wasserauswaschungen entstandene abgerundete Höhlen (Čierna galéria, Jazerná chodba und Medvedia chodba) und
- durch Deckeneinstürze und Frostverwitterungen entstandene Dome (Štrkový dóm, Veľký dóm, Kmeťov dóm, Bélov dóm, Halašov dóm und Dóm trosiek).

Die Besonderheit der Höhle besteht in der Füllung des unteren Teils der Höhle mit Eis. Dieses dauerhafte Eis entstand nach natürlichem Verschluss einiger Eingänge. Dadurch konnte die Luft in der Höhle nicht mehr zirkulieren, und die kalte Luft verblieb im unteren Teil der Höhle. Die Lufttemperatur beträgt in den vereisten Teilen auch während des Sommers maximal 0 °C. Die relative Luftfeuchtigkeit in der Höhle beträgt zwischen 92 % und 98 %, was die Entstehung von Eisböden, Eissäulen sowie Stalaktiten und Stalagmiten begünstigte. 
Durch nicht fachgemäße Grabungen kam es zwischen 1950 und 1952 zu einer Störung des Mikroklimas der Höhle. Die kalte Luft entwich aus der Höhle und im Sommer schmolz ein großer Teil des Eises. Dadurch erreicht die Menge des Eises innerhalb der Höhle nicht mehr jenes Ausmaß wie in früheren Jahren.
Seit dem Jahr 2022 ist die Höhle aufgrund Schneemangels im Winter und steigenden Temperaturen eisfrei. Normalerweise würde das Eis im Frühjahr durch die Schneeschmelze jedes Jahr so viel wachsen, dass das Abschmelzen im Sommer ausgeglichen wird. Allerdings hat es in dem Gebiet der Höhle immer weniger geschneit, was dazu geführt hat das das Eis immer weniger wuchs, und dann letztendlich vollständig abgeschmolzen war. Natürlich wird das Abschmelzen im Sommer durch die vom Klimawandel bedingten steigenden Temperaturen noch beschleunigt.
Die Gesamtlänge der Höhle beträgt 1.750 Meter, von denen 650 Meter für die Öffentlichkeit zugänglich sind.

## Zugang
Zu erreichen ist die Höhle über einen schmalen Wanderweg, der vom Parkplatz im Tal den Besucher zu dem etwa 90 Meter höher gelegenen Eingang leitet. Dieser liegt an der Klippe Bašta, die 840 Meter ü. d. M. gelegen ist. Auf dem Weg zum Eingang ist ein informativer Lehrpfad eingerichtet worden.

## Flora und Fauna
In der Höhle konnten mittlerweile sieben Fledermausarten nachgewiesen werden. Daneben wurden in der Höhle viele Bärenknochen gefunden, welche im 18. Jahrhundert für Drachenknochen gehalten wurden. Hierauf geht der alte Name der Höhle – Dračia jaskyňa (Drachenhöhle) – zurück.